# 道の駅波野
道の駅波野（みちのえき なみの）は、熊本県阿蘇市にある国道57号の道の駅である。1993年（平成5年）4月22日に道の駅に登録された。

## 施設
- 駐車場
  - 普通車：299台
  - 大型車：12台
  - 身障者用：2台
- トイレ
  - 男：大 5器（3器）、小 10器（7器）
  - 女：13器（8器）
  - 身障者用：2器（1器）

※（）内は、24時間利用可能
- 公衆電話
- 公衆FAX
- インフォメーションセンター
- 売店
- レストラン（蕎麦処 岩戸舞）
- 軽食コーナー
- 公園、アスレチック
- 体験施設（そば打ち）
- イベント広場
- 神楽苑（資料館など）

## 道路
- 国道57号